# Dario Vitali
Dario Vitali (Lucca, 15 novembre 1899 – Roma, 15 ottobre 1955) è stato un militare italiano, ardito e portastendardo del IX Reparto d'Assalto "Fiamme nere", fu decorato di Medaglia d'oro al valor militare a vivente. I militari di religione ebraica decorati con la massima onorificenza nella grande guerra furono in tutto cinque e Vitali fu l'unico sopravvissuto di questi.

## Biografia
Nacque a Lucca il 15 novembre 1899, figlio di Moisè e Regina Corcos. Arruolatosi nel Regio Esercito nel luglio 1917, fu assegnato al 2º Reggimento genio telegrafisti frequentando poi il corso Allievi ufficiali di complemento. Nel marzo 1918 fu nominato Aspirante e mandato in zona di operazioni sul Cadore in forza alla 48ª Compagnia zappatori, nel mese di maggio del 1918 chiese, ed ottenne, il trasferimento nelle file degli Arditi presso il IX° Reparto d'Assalto, e combatte durante la battaglia del Solstizio distinguendosi sull’Asolone, sul Col Moschin e sul Fagheron. Nominato portastendardo del reparto dopo la morte di Ciro Scianna, partecipò alla battaglia di Vittorio Veneto venendo decorato con la Medaglia d'oro al valor militare per il coraggio dimostrato durante l’assalto a forti posizioni nemiche sul Col Berretta, dove rimase gravemente ferito. Rientrato in servizio attivo fu promosso sottotenente, ed assegnato al 7º Raggruppamento del genio di stanza a Roma. Messo in congedo riprese gli studi laureandosi in giurisprudenza presso l’Università di Roma nel 1923, esercitando la professione di avvocato dapprima nella Capitale e poi a Mogadiscio, in Somalia. Promosso tenente nel 1934, partecipò alla guerra d'Etiopia e quindi alla seconda guerra mondiale dove fu catturato dagli inglesi nel 1941. Rimpatriato tramite la Croce Rossa nel corso del 1943, si spense a Roma il 15 ottobre 1955.
Dall'8 novembre 1922 al 3 maggio 1923 Vitali fu commissario del Fascio di combattimento di Livorno.

### Periodici
- Pierluigi Briganti, Il contributo militare degli ebrei italiani alla grande guerra 1915-1918, Bologna, Centro di Studi Storico-Militari “Generale Gino Bernardini”, 6,  pp. 1-32.